# Engelsbergen

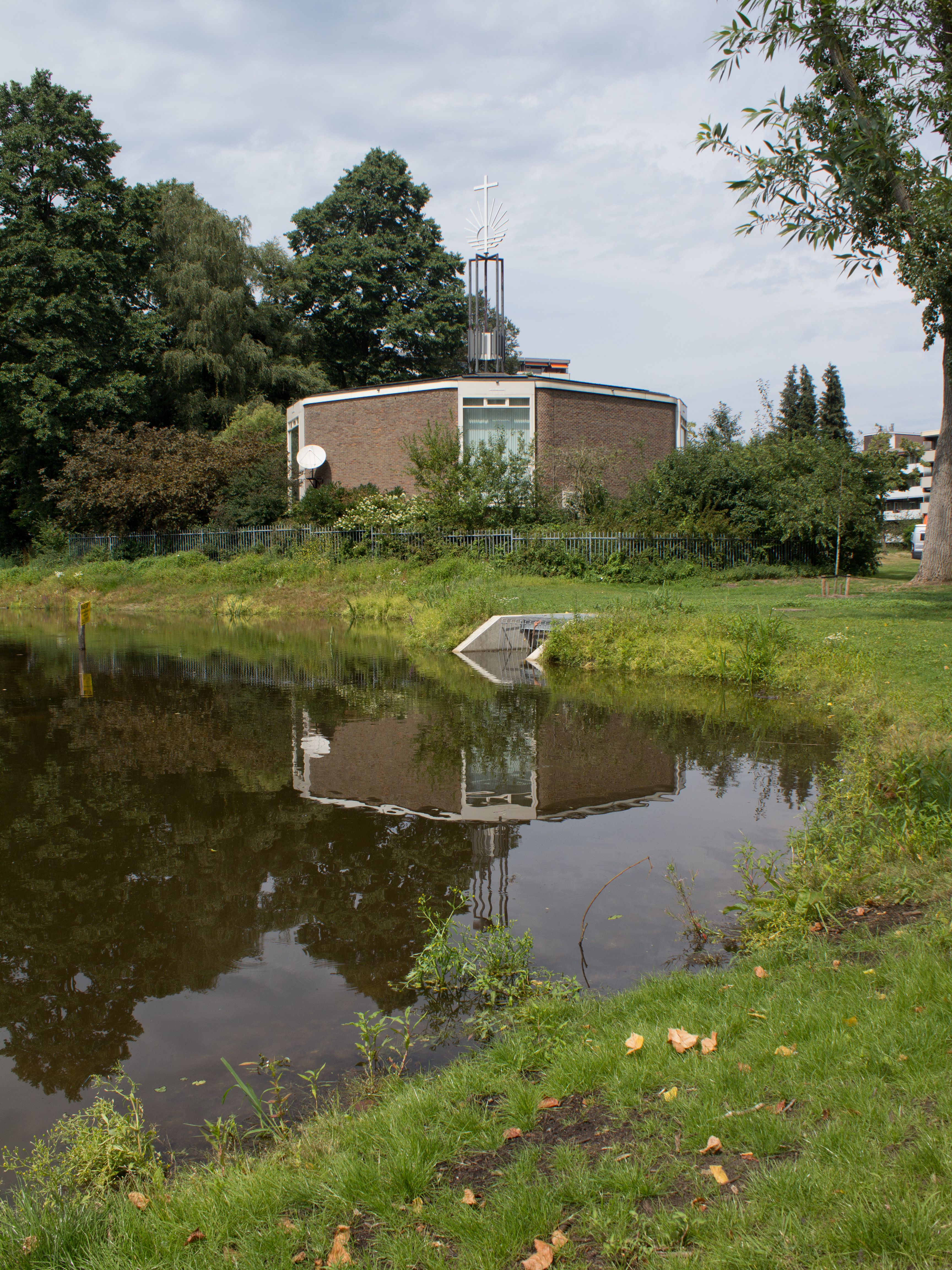
De Nieuw Apostolische kerk in de wijk Engelsbergen, gezien vanuit het Genderpark

Engelsbergen is een buurt in het stadsdeel Strijp in de Nederlandse gemeente Eindhoven en behoort tot de wijk Oud-Strijp. Op 1 januari 2023 telde de buurt 630 inwoners, verdeeld over 290 woningen, met een gemiddelde WOZ-waarde van € 546.000, op een oppervlakte van 0,33 km².
De naam Engelsbergen wordt reeds in 1417 genoemd voor een gebied gelegen op een dekzandrug aan de noordoever van het riviertje de Gender en zou het tweede deel, bergen, verklaren. Waar het eerste deel van de naam naar verwijst is niet bekend. De kern van de buurt bestaat voornamelijk uit villa's.